# エグザクト
エグザクトは、かつて存在した日本のソフトハウス。名前は「EXcellent Application Create Team」から。
高いプログラミング技術、質の高いグラフィックスと音楽により、ZOOMやウルフ・チームなどとともにX68000の黄金期を築き上げた。
その後、SONYのゲーム機器PlayStation専用ゲームソフト開発にも最初期から関わり、PlayStationソフトの歴史の源流となった。
キャッチフレーズは『確かな技術、エグザクト』

## 社歴
新潟市内に存在したパソコンショップPiC（その後「メディアパワー」に商号変更）を母体に、ショップに出入りしていたパワーユーザー達により発足。発足後しばらくはパソコンショップの社長の家を社屋としていた。
1990年にシャープのパソコンX68000用のゲームソフト『ナイアス』を開発、販売。
1994年に発売した『ジオグラフシール』を開発したノウハウ・アイデアを活かし、1995年にソニー・コンピュータエンタテインメント（SCEI）から販売された『ジャンピングフラッシュ!』を開発。
高度なポリゴン技術による３Ｄシューティングゲームであり、「元祖・飛びゲー」のキャッチコピーも付けられた。
1997年、『ジャンピングフラッシュ!』のファンであった漫画家・士郎正宗の指名で士郎の代表作『攻殻機動隊 GHOST IN THE SHELL 』のPSソフト版開発を請け負う。
1998年にSCEIの子会社のシュガーアンドロケッツの一部となった（シュガーアンドロケッツは2000年にSCEIに合併）。

## 作品リスト
- X68k（いずれも自社による開発・販売）
  - ナイアス（1990年） - 横スクロールシューティング（X68000）
  - アクアレス（1991年） - ワイヤーアクション（X68000）
  - エトワールプリンセス（1993年） - アクションRPG（X68000/SC-55対応）
  - ジオグラフシール（1994年） - 3Dシューティング（X68000/SC-55対応）
- PS（いずれも自社による開発・SCEIによる販売）
  - ジャンピングフラッシュ!（1995年） - 3Dアクションシューティング（PS）
  - ジャンピングフラッシュ!2（1996年） - 3Dアクションシューティング（PS）
  - 攻殻機動隊 GHOST IN THE SHELL（1997年） - アクションシューティング（PS）

| スタブアイコン | サブスタブ | この項目は、まだ閲覧者の調べものの参照としては役立たない、企業に関連した書きかけの項目です。この項目を加筆・訂正などしてくださる協力者を求めています（PJ:経済）。 |